# Dabecja

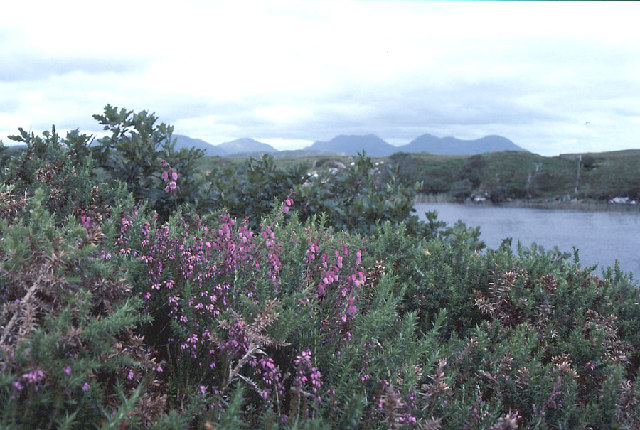
Wrzosowisko w Irlandii z Erica cinerea i dabecją kantabryjską

Dabecja (Daboecia D. Don.) – rodzaj roślin z rodziny wrzosowatych. Obejmuje dwa gatunki – dabecja azorska jest endemitem Azorów, a dabecja kantabryjska rośnie w zachodniej Irlandii, południowo-zachodniej Francji, w północno-zachodniej Hiszpanii i w Portugalii. Rośliny te zasiedlają wychodnie skalne na terenach podmokłych oraz skraje lasów na glebach kwaśnych. Dabecja kantabryjska uprawiana jest jako roślina ozdobna. Uprawiany jest też mieszaniec obu gatunków – dabecja szkocka otrzymany w 1953 w Glasgow.

## Morfologia
PokrójKrzewinki o wysokości do 70 cm.
LiścieSkrętoległe, krótkoogonkowe, owalne, płaskie, z podwiniętymi brzegami. Z wierzchu zielone, od spodu srebrzyste.
KwiatyOkazałe, dzbankowate z wąskim otworem na szczycie, zebrane w luźne grona. Działki kielicha cztery. Korona utworzona w wyniku zrośnięcia czterech płatków ma kolor od fioletowego przez różowy do czerwonego. Pręcików jest 8. Zalążnia górna, owłosiona, powstaje z czterech owocolistków. Zwieńczona jest pojedynczą szyjką słupka.
OwoceCzterokomorowa torebka zawierająca liczne, drobne nasiona.

## Systematyka
Rodzaj należy do plemienia Ericeae, podrodziny Ericoideae, rodziny wrzosowatych Ericaceae.
Wykaz gatunków
- Daboecia azorica Tutin & E. F. Warb. – dabecja azorska
- Daboecia cantabrica (Huds.) K. Koch – dabecja kantabryjska
- Daboecia ×scotica D.C. Mc Clint. – dabecja szkocka

## Zastosowanie i uprawa
Dabecja kantabryjska i szkocka uprawiane są ze względu na efektowne kwiaty. Są w uprawie w Europie Środkowej od 1794 (Niemcy), a w Polsce od 1817. W celu otrzymania roślin efektownie kwitnących należy rośliny wysadzać w miejscach słonecznych, na glebie kwaśnej i wilgotnej. Zalecane do sadzenia w grupach wraz z wrzosami i wrzoścami. Ze względu na wrażliwość na mrozu uprawa możliwa tylko w obszarach o łagodniejszym klimacie, w miarę potrzeby konieczne jest okrywanie roślin na zimę. Rośliny rozmnaża się łatwo z sadzonek pędowych w sierpniu i wrześniu.